# Misumena maronica
Misumena maronica är en spindelart som beskrevs av Lodovico di Caporiacco 1954. Misumena maronica ingår i släktet Misumena och familjen krabbspindlar.
Artens utbredningsområde är Franska Guyana. Inga underarter finns listade i Catalogue of Life.